# الجندقي
ميرزا أبو الحسن بن إبراهيم قُلي الجندقي (1196 - 1276 هـ) أديب، متصوف وشاعر فارسي إيراني في العصر القاجاري.
هو رحيم، وقيل أبو الحسن بن إبراهيم قلي الجندقي، المشتهر في شعره بيغما ومجنون. ولد في خور من أعمال جندق سنة 1196 هـ وتولى رعايته وتربيته الأمير إسماعيل خان العامري والي جندق. تقرب من السلطان محمد شاه القاجار وحظي لديه. توفي في خور في شهر ربيع الثاني 1276 هـ، وقيل 1277 هـ.

## آثاره
من آثاره: «ترجيعات» و«رباعيات» و«شكوك الدليل» و«خلاصة الافتضاح» وكلها بالفارسية.